# Mukbang (curta)

## Sumario
Quando uma jovem garota começa a fazer parte do fenômeno da internet chamado de Mukbang, ela fica cara a cara com um sentimento diferente. 

## Produção
A pré produção do filme começou em agosto, e a gravação do curta começou em 11 de setembro e terminou em 15 de setembro de 2019 na Austrália. O curta custou cerca de 15 mil dólares australianos para ser feito.

## Elenco
Tessa de Josselin - Mara
Sofia Nolan - Chloe
Susan Prior - Sandra
Nadia Zwecker - Annie

## Equipe
Direção e Roteiro - Eliza Scanlen
Fotografia - Lucca Barone-Peters
Edição - Trent Mitchell
Production Design - Emma White
Costume Design - Emma White
Sound Department - Georgia Collins
Musica - James Brown
Camera and Electrical Department - Harri Sharp

## Prêmios e Indicações
| Ano  | Premiação            | Categoria                     | Indicado                                                       | Resultado | Notas |
| ---- | -------------------- | ----------------------------- | -------------------------------------------------------------- | --------- | ----- |
| 2020 | Sydney Film Festival | Best Director in a Short Film | Eliza Scanlen                                                  | Vencedor  |       |
| 2020 | Sydney Film Festival | Best Live Action Short        | Mukbang, I want to make a film about women , Ayaan e Grevillea | Indicado  |       |